# 1133 Lugduna
1133 Lugduna este un asteroid din centura principală, descoperit la data de 13 septembrie 1929 de astronomul neerlandez Hendrik van Gent de la Observatorul Uniunii din Johannesburg.

## Denumirea asteroidului
Denumirea provizorie a asteroidului era 1929 RC1.
Asteroidul a primit numele de la Lugdunum Batavorum, numele latin al castellum-ului și vicus-ului roman Brittenburg de la Katwijk în Țările de Jos.